# Objetividade forte

Sandra Harding deu origem do termo "objetividade forte".

Objetividade forte (em inglês: strong objectivity) é um termo utilizado pela filósofa feminista Sandra Harding, conhecida por seu trabalho sobre a teoria do ponto de vista feminista. Harding sugere que iniciar a pesquisa a partir da vida das mulheres "realmente fortalece os padrões de objetividade". A objetividade forte pode ser definido como um contraste com a "objetividade fraca" da suposta pesquisa de valor neutro. A objetividade forte se distingue da objetividade científica, uma vez que a objetividade forte amplifica o viés do pesquisador, algo que Harding argumenta que nunca pode ser removido; as experiências de vida de um pesquisador sempre serão uma lente através da qual ele vê o mundo e, posteriormente, sua pesquisa.
Do ponto de vista feminista, a questão da objetividade decorre de quais tipos de projetos de conhecimento são objetivos e quais não são, e por quê; se a objetividade é necessária ou não; e como, ou se, é possível alcançar a objetividade. Essas considerações surgem, pelo menos em parte, de preocupações sobre sexismo e viés androcêntrico na vida e nos estudos científicos dominantes.
A objetividade forte argumenta que há um viés androcêntrico na pesquisa porque os pesquisadores homens tentam ser um pesquisador neutro, enquanto Harding argumenta que isso não é possível. Harding sugere a reflexividade do pesquisador, ou consideração da posicionalidade do pesquisador, e como isso afeta sua pesquisa, como uma objetividade "mais forte" do que os pesquisadores que afirmam ser completamente neutros. O conhecimento e os preconceitos que o afetam devem ser igualmente julgados pela comunidade científica e localizados na história social.